# Нове Залесе (Високомазовецький повіт)
Нове Залесе (пол. Nowe Zalesie) — село в Польщі, у гміні Шепетово Високомазовецького повіту Підляського воєводства.
Населення — 124 особи (2011).
У 1975-1998 роках село належало до Ломжинського воєводства.

## Демографія
Демографічна структура станом на 31 березня 2011 року:
|          | Загалом | Допрацездатний вік | Працездатний вік | Постпрацездатний вік |
| -------- | ------- | ------------------ | ---------------- | -------------------- |
| Чоловіки | 62      | 15                 | 39               | 8                    |
| Жінки    | 62      | 17                 | 29               | 16                   |
| Разом    | 124     | 32                 | 68               | 24                   |